# アンダマンの涙
アンダマンの涙（アンダマンのなみだ、タイ語: น้ำตาอันดามัน）は、タイの国民的フォークロックバンド、カラバオ(คาราบาว)のリーダー、エート・カラバオ(แอ๊ด คาราบาว)ことユンヨン・オーパークン(ยืนยง โอภากุล)が2004年スマトラ島沖地震発生3日後の12月29日に、アンダマン海沿岸で被災した人々への鎮魂と支援を呼びかけたメッセージソング。
エート・カラバオの呼びかけにより、タイ国内のアーティストが緊急に楽曲を提供し、この曲を含む十八曲が収録されたチャリティーアルバム『サプ・ナムター・アンダマン』（アンダマンの涙を拭う　ซับน้ำตาอันดามัน）が津波発生から3週間後に急遽発売された。